# Promise (Ciara)
Promise (in italiano: Prometto) è il primo singolo ufficiale estratto dal secondo album della cantante statunitense Ciara, Ciara: The Evolution. In Nord America, funge da secondo singolo, visto che Get Up era il primo estratto.

## Recensioni
Promise è stato accolto con critiche molto positive . Clope Hope della Billboard ha descritto la canzone come una "registrazione reinventata", simile a "When I Think of You" di Janet Jackson. Glenn Gamboa di Newsday ha scritto: "è potenzialmente una hit", e l'ha definita come "una ballata alla Prince".
A causa della popolarità ottenuta dalla canzone, Ciara ha prodotto un remix ufficiale, noto come Promise [Go And Get Your Ticket Mix], in collaborazione con R. Kelly. Il remix è presente nella versione Europa di Ciara: The Evolution.

## Video musicale
Il video di Promise è stato girato il 2 e il 3 ottobre a Los Angeles ed è stato diretto da Diane Martel. La première del video è avvenuta il giorno del compleanno di Ciara (25 ottobre) a BET's Access Garanted, mentre sul canale canadese "Much Music" la cantante ha fatto un'introduzione per telefono. Su Total Request Live il video aveva debuttato alla posizione numero 10, ma poi è salito di 6 posizioni arrivando alla posizione 4.
Il video inizia con Ciara, incappucciata, e contemporaneamente esegue delle coreografie. Poi, si vede la cantante che canta ad un microfono che sostiene il suo corpo quando si butta a terra. Nel video si vedono molte coreografie, e il video termina con Ciara e le sue ballerine che eseguono proprio delle coreografie molto complesse.

## Tracce
iTunes America Nord 1
1. Promise (Versione album)

iTunes America Nord 2
1. Promise [Go and Get Your Ticket Mix]

CD Promozionale
1. Promessa (Main)
2. Promise (Instrumental)
3. Promise (Call Out Research Hook #1)
4. Promise (Call Out Research Hook #2)

## Classifica
| Chart (2006/2007)                    | Posizione |
| ------------------------------------ | --------- |
| U.S. Billboard Hot 100               | 11        |
| U.S. Billboard Hot R&B/Hip-Hop Songs | 1         |
| U.S. Billboard Pop 100               | 40        |
| U.S. Billboard Rhythmic Top 40       | 5         |
| U.S. Billboard Top 40 Mainstream     | 36        |
| U.S. ARC Weekly Top 40               | 32        |
| GIB Singles Chart                    | 1         |